# Pseudapistosia similis
Pseudapistosia similis är en fjärilsart som beskrevs av George Francis Hampson 1901. Pseudapistosia similis ingår i släktet Pseudapistosia och familjen björnspinnare. Inga underarter finns listade i Catalogue of Life.